# Шарафутдинова, Ника Дмитриевна
Шарафутдинова Ника Дмитриевна (род. 14 июня 2005, Кривой Рог, Днепропетровская область) — украинская пловчиха, призёр юниорского чемпионата Европы.

## Биография
Родилась 14 июня 2005 года в городе Кривой Рог Днепропетровской области, Украина.
В 7 лет родители привели её на занятия по плаванию, чтобы улучшить иммунитет, хотя Нике больше нравились боевые искусства.
Воспитанница криворожской ДЮСШ № 2. Тренер Белая Лилия Леонтьевна.

## Спортивная карьера
Специализируется в плавании на спине. В июле 2022 года на соревнованиях в Венгрии установила личный рекорд на дистанции 100 м на спине — 01:00.70 минуты.
Участница двух взрослых чемпионатов Европы, трёхкратная финалистка на Евро-2024 (Белград).
В сезоне-2024 стала трёхкратной медалисткой международных соревнований в Эйнтховене, где завоевала золото в плавании на 200-метров на спине.
29 июля дебютировала на Олимпийских играх-2024 в квалификации в полуфинал по плаванию на дистанции 100 метров на спине. Единственная представительница Украины по плаванию на Олимпиаде-2024 среди женщин.

### Спортивные результаты
| Год  | Соревнование                    | Место проведения  | 50 м на спине | 50 м на спине | 100 м на спине | 100 м на спине | 200 м на спине | 200 м на спине |
| Год  | Соревнование                    | Место проведения  | Время         | Место         | Время          | Место          | Время          | Место          |
| ---- | ------------------------------- | ----------------- | ------------- | ------------- | -------------- | -------------- | -------------- | -------------- |
| 2021 | Чемпионат Европы среди юниоров  | Рим, Италия       | 29.11         | 8             | 1:02.64        | 13             | 2:18.78        | 10             |
| 2022 | Чемпионат Европы среди юниоров  | Отопень, Румыния  | 29.19         | 7             | 1:02.75        | 9              | 2:15.83        | 9              |
| 2022 | Чемпионат Европы                | Рим, Италия       | 29.70         | 31            | 1:02.95        | 30             |                |                |
| 2023 | Чемпионат Европы среди юниоров  | Белград, Сербия   | 28.69         | 6             | 1:01.71        | 6              | 2:14.97        | 12             |
| 2023 | Чемпионат мира среди юниоров    | Нетания, Израиль  | 28.80         | 7             | 1:02.98        | 17             | 2:19.09        | 22             |
| 2024 | Чемпионат Европы                | Белград, Сербия   | 28.82         | 8             | 1:00.91        | 4              | 2:13.76        | 8              |
| 2024 | Олимпийские игры                | Париж, Франция    | н/д           | н/д           | 1:01.47        | 22             |                |                |
| 2024 | Чемпионат мира на короткой воде | Будапешт, Венгрия |               |               | 1:00.79        | 40             |                |                |